# Cricklade
Cricklade – miasto w Wielkiej Brytanii, w Anglii, w hrabstwie Wiltshire liczące 4132 mieszkańców (2001)